# DeLorean DMC-12

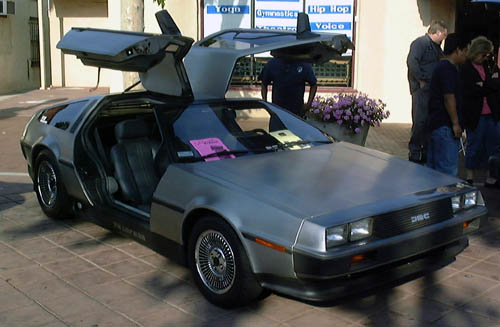
DeLorean DMC-12

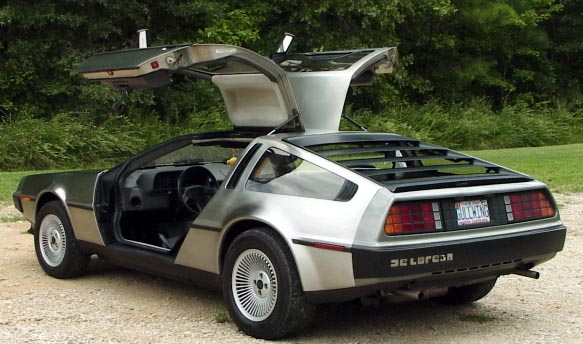
DeLorean DMC-12

De DeLorean DMC-12 is het enige model auto van DeLorean Motor Company. De auto's werden geproduceerd tussen januari 1981 en december 1982.
De DMC-12 werd ontworpen door Giorgetto Giugiaro van Ital Design en werd verder ontwikkeld door Colin Chapman van Lotus. Dit was niet het enige voertuig dat DeLorean ontwikkelde. De naam DMC-12 werd ingevoerd vanwege het prijskaartje van 12.000 dollar dat oorspronkelijk voor deze auto was gepland.
Hij was voorzien van vleugeldeuren, en had een 2,8 liter V6 PRV-motor, gemonteerd achter de achteras, die 132 pk leverde bij 5500 tpm. Dit vermogen werd overgebracht naar de achterwielen door middel van een handgeschakelde versnellingsbak met vijf versnellingen, of een drietraps automatische versnellingsbak.
De DMC-12 is het meest bekend geworden door de rol die de auto had als een tijdmachine in de film Back to the Future (1985).

## Specificaties
- Gewicht: 1245 kg
- Topsnelheid: 210 km/uur
- 0-100 km/uur: 9,5 seconden (handgeschakeld)
- Aantal zitplaatsen: 2

## Trivia
- Bij het grote publiek is de DMC-12 bekend geworden als de auto waarin de tijdmachine was ingebouwd in de filmtrilogie Back to the Future. In het oorspronkelijke script van Back to the Future (1985) zou hoofdrolspeler Michael J. Fox in een koelkast door de tijd reizen. Gevreesd werd echter dat kinderen het tijdreizen zouden willen naspelen en zichzelf in een koelkast zouden opsluiten. John DeLorean stuurde na het zien van de film persoonlijk een brief aan producent Bob Gale om hem te bedanken dat hij de auto zo beroemd had gemaakt met de film.
- In 1980 bood American Express houders van een gold card in de kerstcatalogus een met 24-karaats goud geplateerde DeLorean aan voor 85 duizend dollar. Er werden twee exemplaren gefabriceerd: nummer VIN 4300 en VIN 4301. De auto's werden tentoongesteld in het National Automobile Museum te Reno[2] en de Snyder National Bank in Snyder (Texas).[3]
- Nadat acteur Patrick Swayze een rol kreeg aangeboden in de televisieserie The Renegades en daardoor geen financiële zorgen meer had, was het eerste wat hij deed naar de dichtstbijzijnde DeLorean-dealer rijden en een DeLorean kopen.[4]